# Maria Carolina Benda
Maria Carolina Wolf, nascuda Maria Carolina Benda   (Potsdam, 1742 - Weimar, 2 d'agost de 1820), fou una pianista, cantant i compositora prussiana.

## Biografia
Maria Carolina Benda va néixer com la segona de vuit fills i va ser batejada a la catedral de Berlín. Era filla del violinista i compositor Franz Benda. La seva mare era Franziska Louise Eleonore Benda (de soltera Stephanie), que va exercir de cambrera de la margravina Guillemina de Prússia a Bayreuth.
A causa de la mort prematura de la seva mare el 1758, se suposa que Maria Carolina, juntament amb la seva germana gran Wilhelmine Louise Dorothea, es van fer càrrec de la criança dels seus quatre germans petits Friedrich, Carl, Charlotte Henriette Sophie i Juliane. Els altres dos germans, Johann Christian Gottlieb i Luise Wilhelmine Amalia, van morir en la primera infància.
Maria Carolina va rebre formació musical en cant i piano del seu pare, a qui se li va permetre acompanyar en un "viatge artístic i de visita" a Gotha, Weimar i Rudolstadt el 1761 a l'edat de 18 anys. Un esdeveniment important en aquest viatge va ser el matrimoni entre el seu germà gran František i la seva cunyada Caroline Wilhelmine Stephanie el 13 d'agost de 1761. Caroline Wilhelmine havia servirt a Anna Amàlia de Brunsvic-Wolfenbüttel com a cambrera des que tenia cinc anys. Després del casament, va traslladar les seves funcions de cambrera a les seves nebodes i, a partir d'aleshores, a les seves fillastres Maria Carolina i Wilhelmine Louise Dorothea. Maria Carolina també fou contractada per la duquessa Anna Amalia com a cantant de cambra.
A la cort de la duquessa de Saxònia-Weimar-Eisenach, Maria Carolina va conèixer el director de la cort, pianista i compositor Ernst Wilhelm Wolf, amb qui es va casar el 28 d'agost de 1770. Anna Amalia va cobrir els costos del casament perquè volia mantenir els dos artistes a Weimar.
Maria Carolina va ser membre del "Teatre dels Enamorats", que va ser creat el 1775 a la cort de la duquessa i va ser dirigit per Johann Wolfgang von Goethe. Va aparèixer com a actriu en diverses obres teatrals:
- com la baronessa von Forstheim a The Mail Train or the Noble Passions - una comèdia de Cornelius Hermann von Ayrenhoff
- com Olympia a Erwin and Elmire - una obra musical de Johann Wolfgang von Goethe, musicada per Anna Amalia von Weimar
- com Esther a The Plundersweilern Fair, una broma de Johann Wolfgang von Goethe
- com Dilara a Zobeis, una tragèdia de Friedrich Hildebrand von Einsiedel[7]

Maria Carolina va morir el 2 d'agost de 1820. El seu marit Ernst Wilhelm Wolf, havia viscut a Weimar fins a la seva mort el 1792.

## Treballs
- An die Rose'. A: El Mercuri alemany. 1779, 3r trimestre.
- Die Rose. A: El mercuri alemany. 1779, 4t trimestre.
- "Glänzender sinket die Sonne." A: El mercuri alemany. 1785, 4t trimestre.[9]
- Des armen Suschens Traum : "Ich träumte, wie um Mitternacht ..." (Lletrista: Gottfried August Bürger). A: Friedrich Karl von Erlach (ed.): Les cançons populars dels alemanys: una col·lecció completa d'excel·lents cançons populars alemanyes des de mitjans del segle XV fins a la primera meitat del segle XIX. Vol 5. Hoff, Mannheim 1836, pàgines 44–45.